# Odd Eriksen
Odd Eriksen (født 11. marts 1955 i Sandnessjøen, død 11. februar 2023) var en norsk politiker (Ap). 17. oktober 2005 blev han minister for industri og handel i Jens Stoltenbergs 2. regering. Han gik af som minister 29. september 2006 og blev erstattet af Dag Terje Andersen (Ap).
Eriksen blev indsat som fylkesrådsleder i Nordland fylkesting 6. december 2006.
Eriksen var oprindeligt fra Dønna. Han startede sin karriere i 1974 som operatør i elektrolysen ved Elkem Aluminium i Mosjøen. I årene 1986–1990 var han fagforeningsleder i Mosjøen kjemiske arbeiderforening, som er den lokale forening i NKIF, hvor han blandt andet ledede strejken under lockouten i 1986. Han var stortingsrepræsentant i årene 1993–2001. Fra 2003 og frem til udnævnelsen som minister, var han fylkesråd for Transport og leder for Arbeiderpartiet i Nordland.
Efter jobbet som minister fortsatte han i jobbet som fylkesrådsleder i Nordland.
Eriksen blev kendt, da han var med til at overmande kapreren på et fly fra Kato Air i 2004, og afværgede dermed at flyet styrtede i nærheden af Bodø. På baggrund af dette modtog han prisen Polaris Award fra organisationen International Federation of Air Line Pilots' Associations (IFALPA).